# بحيرة الجبل الأزرق (نيويورك)
بحيرة الجبل الأزرق هي بحيرة مساحتها 1334 فدانًا (540 هكتارًا) في مقاطعة هاميلتون في وسط آديرونداكس. بحيرة الجبل الأزرق هي الطرف الشرقي لسلسة بحيرات إيكفورد.تقع قرية بحيره الجبل الأزرق الصغيرة على الشاطئ الجنوبي الشرقي، ويطل متحف أديرونداك من أعلى فوق الشاطئ الشرقي.لقد كانت وجهة شهيرة لقضاء العطلات منذ منتصف القرن التاسع عشر.

## الصيد
أنواع الاسماك في البحيرة تشمل: تروات البحيرة، سالمون قوس قزح، سمولموث باس، سالمون اطلسي، وسمك الهفيات.لا يوجد سوى رسوم دخول في اثنين من الموانئ الخاصة التي تم إطلاقها في قرية بحيره الجبل الأزرق. تتوفر أيضًا خدمة تأجير القوارب.

## التاريخ
تم بناء منزل بحيرة الجبل الأزرق في عام 1874 بواسطة جون هولند. بعد فترة قصيره، قام أحد السكان السابقين، مايلز تايلر ميروين، بتوسيع كوخه الخشبي على حافه من الجبل الأزرق المطل على البحيرة في منزل بلو ماونتين؛ يقع فندق لوق الآن على أراضي متحف آديرونداك. في عام 1881، قام فريدريك سي ديورانت، ابن عم ويليام ويست دورانت، ببناء منزل الاحتمال، وهو أفخم فندق كان موجودًا آنذاك في آديرونداك. كان أول فندق في العالم يحتوي على إضاءة كهربائية في كل غرفة.

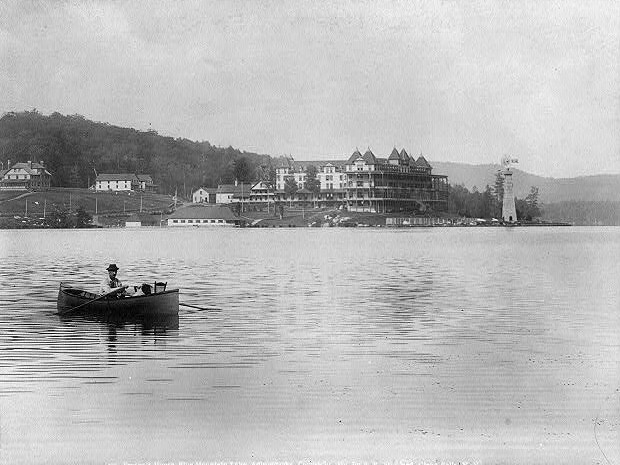
بروسبكت هاوس ، 1889 ( سينيكا راي ستودارد  [لغات أخرى]‏ )
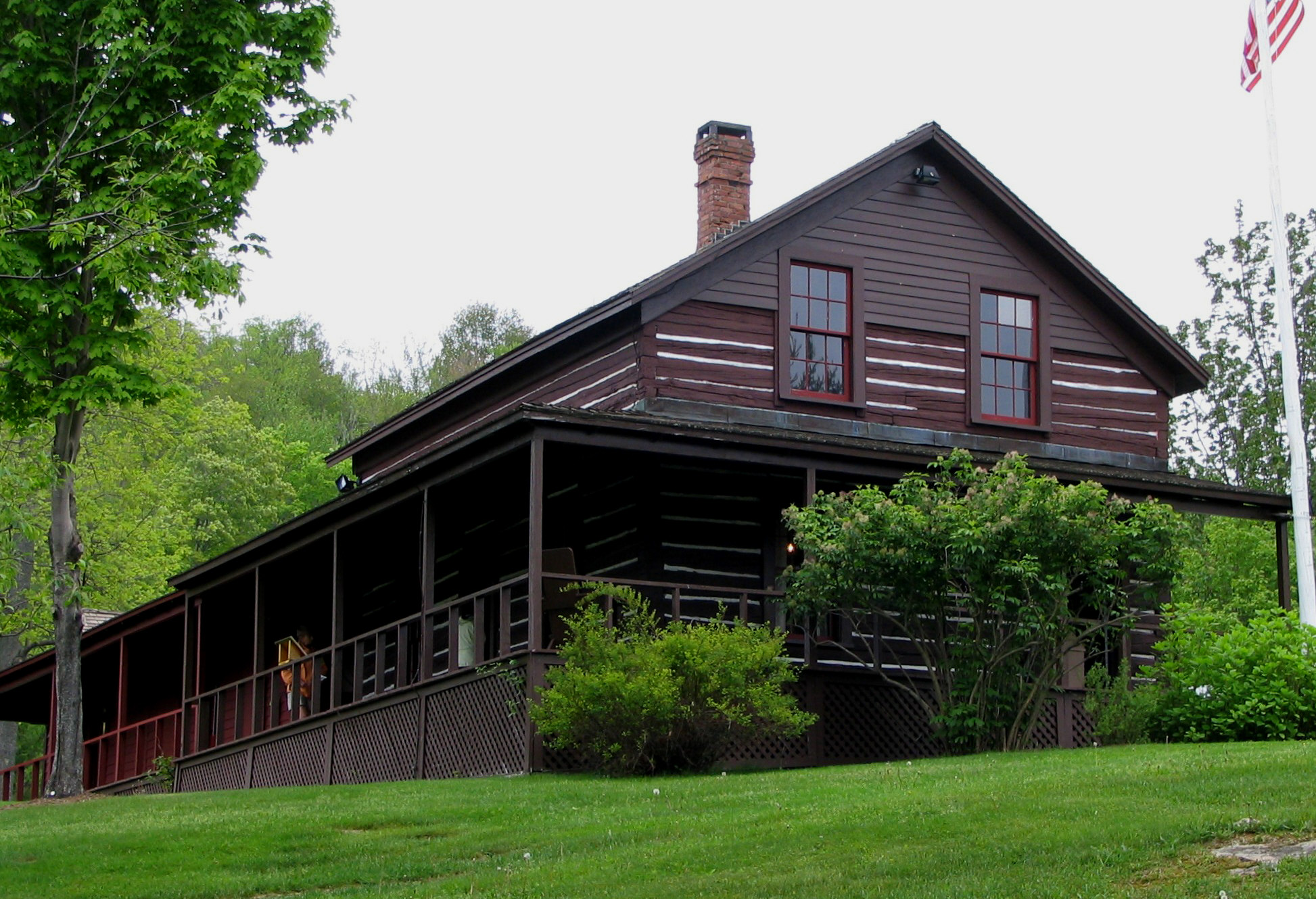
فندق The Log على بحيرة بلو ماونتين في متحف آديرونداك
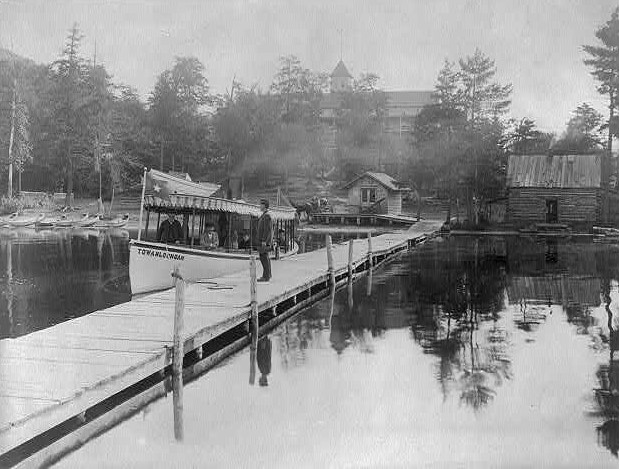
باخرة صغيرة تواللوندا - 1889 - سينيكا راي ستودارد
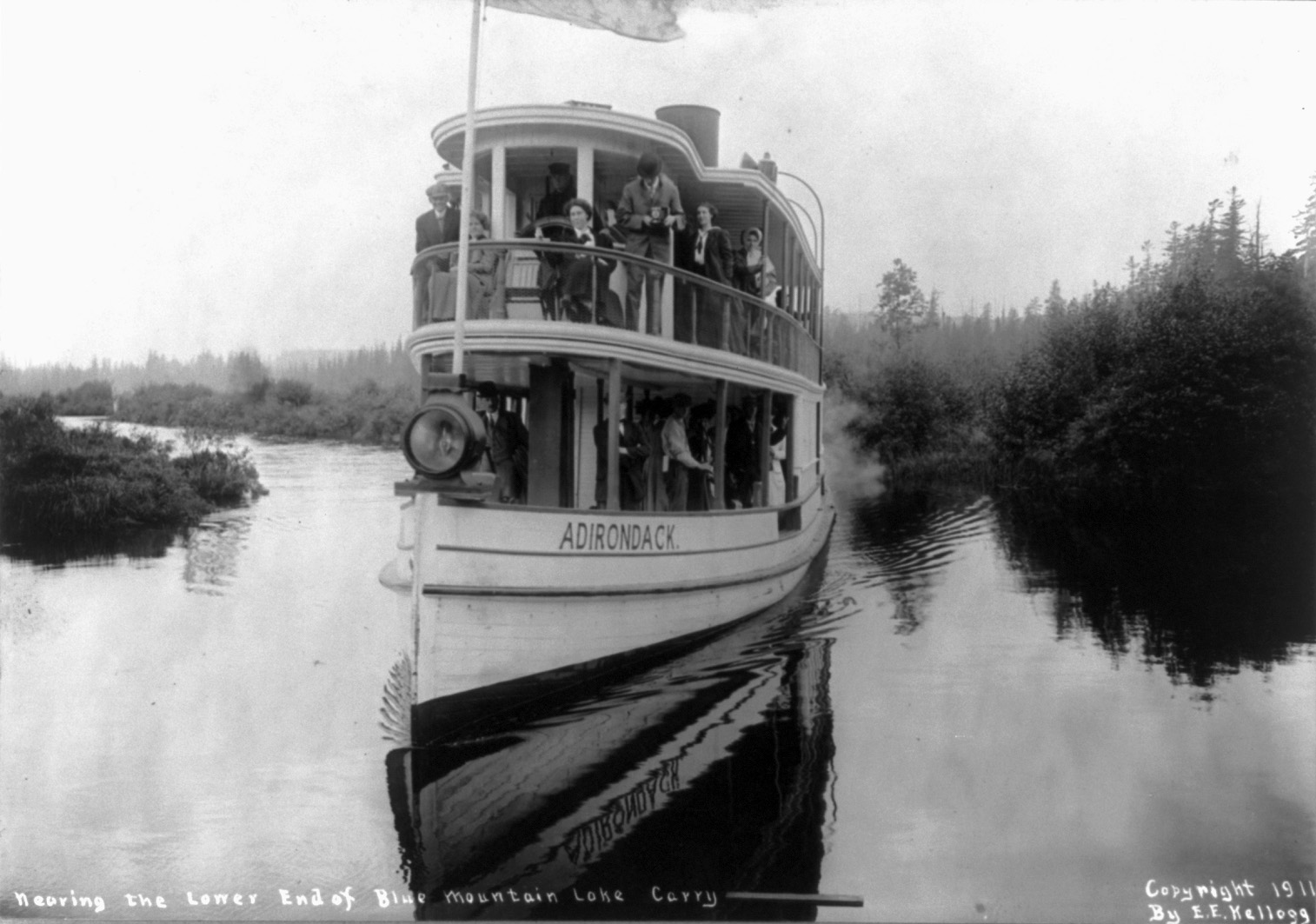
قارب يحمل سائحين ، 1911
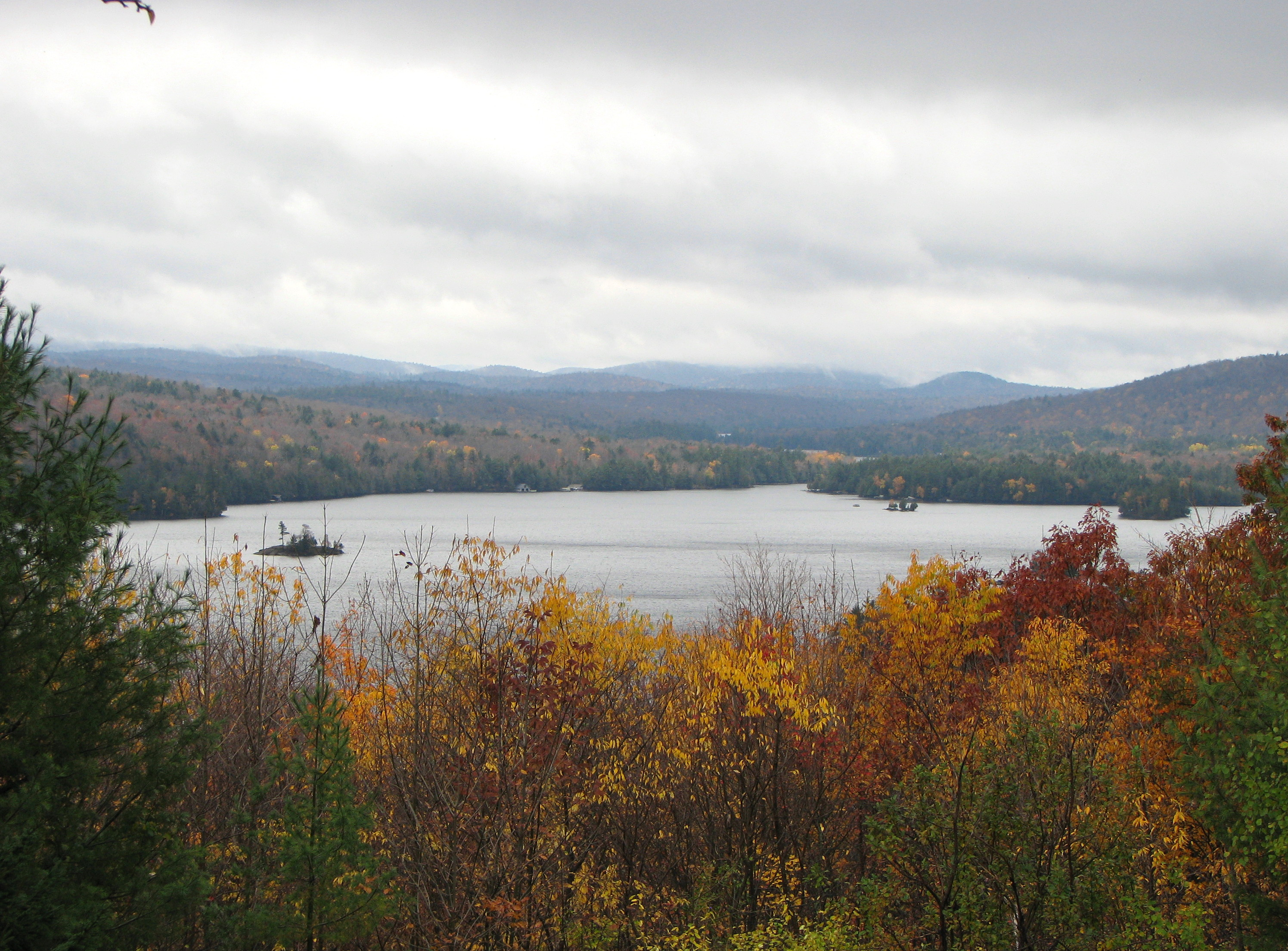
بحيرة بلو ماونتين من متحف أديرونداك

## روابط خارجية
- Blue Mountain Lake Photos 1874-1950[وصلة مكسورة]